# Viktor Knoch
Viktor Knoch (né le 12 décembre 1989 à Pécs,) est un patineur de vitesse sur piste courte hongrois.

## Carrière
Aux Jeux olympiques d'hiver de 2006 à Turin, Knoch prend la cinquième place au 1 500 mètres.
Il participe aux Jeux olympiques d'hiver de 2010, où il se place 21e au 1 500 mètres.
Aux Jeux olympiques d'hiver de 2014, il arrive douzième au 500 mètres et 18e au 1 000 mètres.
En février 2015, Knoch remporte le 500 mètres dans une manche de la Coupe du Monde. En décembre 2015, il fait partie de l'équipe de relais hongroise qui remporte une manche de la Coupe du Monde en relais, aux côtés de Shaolin Sandor Liu, Shaoang Liu et Burján Csaba.